# Claire Buchar
Claire Buchar, née le 26 avril 1978 à Whistler est une ancienne coureuse cycliste canadienne, spécialiste de la descente en VTT.

## Palmarès en VTT
- Canberra 2009
  - 6e au championnat du monde de descente
- Mont Sainte-Anne 2010
  - 9e au championnat du monde de descente
- Champéry 2011
  -  Médaillée de bronze du championnat du monde de descente
- Saalfelden-Leogang 2012
  - 10e au championnat du monde de descente

### Coupe du monde
- Coupe du monde de descente
  - 8e en 2008
  - 9e en 2009
  - 7e en 2010

### Autres
- 2009
  -  Championne de Canada de descente
- 2011
  -  Championne de Canada de descente